# Anna Nellens
Anna Nellens (1871-1926), aussi connue sous le nom de guerre Bella, est une révolutionnaire, anarchiste et militante de la cause arménienne flamande.
Avec son époux Edward Joris, elle rejoint la Fédération révolutionnaire arménienne (FRA) dans son complot visant à assassiner le sultan Abdülhamid II, principal responsable des massacres hamidiens, qui causent la mort de 100 000 à 300 000 Arméniens. Après s'être impliquée dans l'organisation de l'attentat de la mosquée Yıldız, elle parvient à s'exfiltrer de l'Empire ottoman.
Nellens s'installe ensuite à Genève, où elle est rejetée par la communauté arménienne de la ville et demeure dans une pauvreté importante jusqu'à ce que la FRA la soutienne financièrement, ce qui lui permet d'y ouvrir une pension de famille. Après la libération d'Edward Joris en 1907, elle retourne vivre à Anvers. Le couple y achète une librairie et s'en occupe jusqu'à l'exil de Joris aux Pays-Bas. Nellens prend alors en charge la librairie jusqu'à sa mort, en 1926.

## Biographie
Anna Nellens naît en 1871. Elle vit d'abord à Anvers et travaille comme couturière,. Nellens rejoint Edward Joris, un anarchiste belge à Constantinople en mai 1902 et les deux s'y marient le 26 juillet 1902. Joris aurait été hésitant vis-à-vis de ce mariage mais se serait tout de même engagé dans cette relation avec elle.

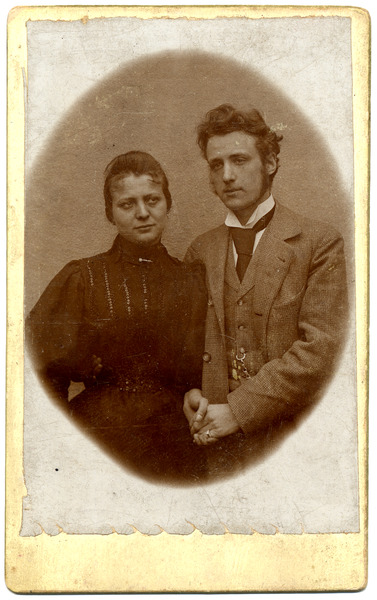
Nellens et Joris 1896 (collections de la Maison des lettres)

En 1904, elle déménage avec Joris, leur femme de ménage Steliani et leur chien, Tot, dans une maison du quartier de Tozkoparan. En 1904-1905, Nellens et son époux rejoignent la tentative de la Fédération révolutionnaire arménienne (FRA), pour assassiner le sultan Abdülhamid II en rétribution des massacres hamidiens, dont il est le principal organisateur et qui causent la mort de 100 000 à 300 000 Arméniens. Ce recrutement est intéressant pour la FRA, qui se doute que ses invitations seront reçues de manière favorable - la nationalité belge, qui est un pays neutre, est aussi un point motivant leur choix.
La FRA lui donne les pseudonymes d'« Adèle Berchier » et de « Bella ». Elle s'implique dans l'organisation de la conjuration, en se rendant à la mosquée devant laquelle le sultan sera visé et en y effectuant des reconnaissances. Nellens et 'Emille' (Marie Seitz) procèdent entre autres à la dernière reconnaissance.
Puisqu'elle ne participe pas au commando final, composé de Sophie Arechian, Martiros Margarian, Marie Seitz et le conducteur du chariot piégé, Zareh, elle quitte Constantinople la veille de l'attentat, le 20 juillet 1905, avec 240 francs, pour se rendre à Plovdiv, où le dirigeant de la FRA local est chargé de la faire passer en clandestinité et lui trouver un emploi si besoin. Le lendemain, l'attentat de la mosquée Yıldız se produit alors qu'elle est déjà en fuite.
Nellens est condamnée à mort par contumace pour sa participation au complot mais parvient à s'exfiltrer et réapparaît à Genève, en Suisse. Elle est mal reçue par la communauté arménienne de Genève, qui craint que la présence d'une personnalité sulfureuse et recherchée ne leur nuise. Le manque de soutien que lui aurait apporté la Fédération révolutionnaire arménienne (FRA) est critiqué par ses camarades anarchistes, comme Victor Resseler, qui déclare à Georges Lorand, l'un des dirigeants des Jorisards, le mouvement cherchant la libération d'Edward Joris, :

« Malgré ses efforts elle ne peut pas trouver d'emploi… Ses amis prétendent ne pas pouvoir payer ses frais de pension après le Nouvel An [1906]. Elle est donc maintenant seule et sans le sou. Ses vêtements sont dans des malles restées à Plovdiv, si bien qu'elle porte encore ses habits d'été. Il semble que les Arméniens de Genève souhaiteraient qu'elle parte, craignant que sa présence ne les mette en danger. »

La FRA se défend de telles accusations, déclare avoir toujours aidé Nellens financièrement et que son organe Droshak (en) d'Anvers serait resté en contact proche avec les comités de soutiens pour la libération de Joris. En réalité, le manque de soutien que reçoit le couple Joris-Nellens vient de plusieurs facteurs, notamment d'un conflit de direction au sein de la FRA après la mort de Christapor Mikaelian lors du projet d'attentat, mais aussi d'un recentrage de l'organisation vers le Caucase, après le début de la répression tsariste et des massacres arméno-tatars. L'organisation la finance tout de même pour qu'elle puisse ouvrir une pension de famille à Genève.
Après la libération de Joris, qui reçoit la grâce du sultan après une intense pression diplomatique et révolutionnaire, Nellens le rejoint à Anvers. Elle abandonne sa fausse identité, recommence à vivre en Belgique et n'est pas inquiétée par la police belge, malgré le fait qu'elle n'ait pas reçu de grâce du sultan ottoman.
En 1910, le couple acquiert la librairie Kersouwken à Anvers, sur la place du marché saint Jacques. Lorsque Joris est exilé du pays et doit vivre à Amsterdam, après la Première Guerre mondiale, elle s'occupe de la librairie seule jusqu'à sa mort.
Elle meurt en 1926.